# Korita (żupania dubrownicko-neretwiańska)
Korita – wieś w Chorwacji, w żupanii dubrownicko-neretwiańskiej, w gminie Mljet. W 2011 roku liczyła 46 mieszkańców.